# ジャコ島
ジャコ島（ジャコとう、Pulau Jaco）は、ティモール島の東にある11平方キロメートルの無人島である。東ティモールの最東端で、ラウテン県に属する。サンゴ礁が美しく、国立公園に指定されている。
座標: 南緯8度25分30秒 東経127度19分30秒 / 南緯8.42500度 東経127.32500度